# Love One Another
Love One Another é um single da cantora Cher. Em 2003 atingiu o topo da parada Billboard Dance/Club Play Songs, e em 2004 foi indicada ao Grammy. Faz parte do álbum Living Proof.

## Informação sobre a canção
Love One Another foi gravada originalmente pela cantora holandesa, Amber, para o seu álbum auto-intitulado. Em 2001, Cher lançou sua própria versão da música para seu próximo álbum, Living Proof.Em 2003, Love One Another e o When the Money's Gone foram lançadas como terceiro e último single americano de Cher. Embora When the Money's Gone tenha conseguido o topo da Billboard Hot Dance Club Play chart, Love One Another não conseguiu. O único sucesso que a música conseguiu atingir foi uma indicação ao Grammy de Melhor Gravação Dance.

## Charts
| Chart (2000)                        | Posição |
| ----------------------------------- | ------- |
| US Hot Dance Club Songs (Billboard) | 1       |

| Chart (2000)                        | Position |
| ----------------------------------- | -------- |
| US Hot Dance Club Songs (Billboard) | 92       |